# Conwentzia nietoi
Conwentzia nietoi là một loài côn trùng trong họ Coniopterygidae thuộc bộ Neuroptera. Loài này được Monserrat miêu tả năm 1982.